# Cannewapibo

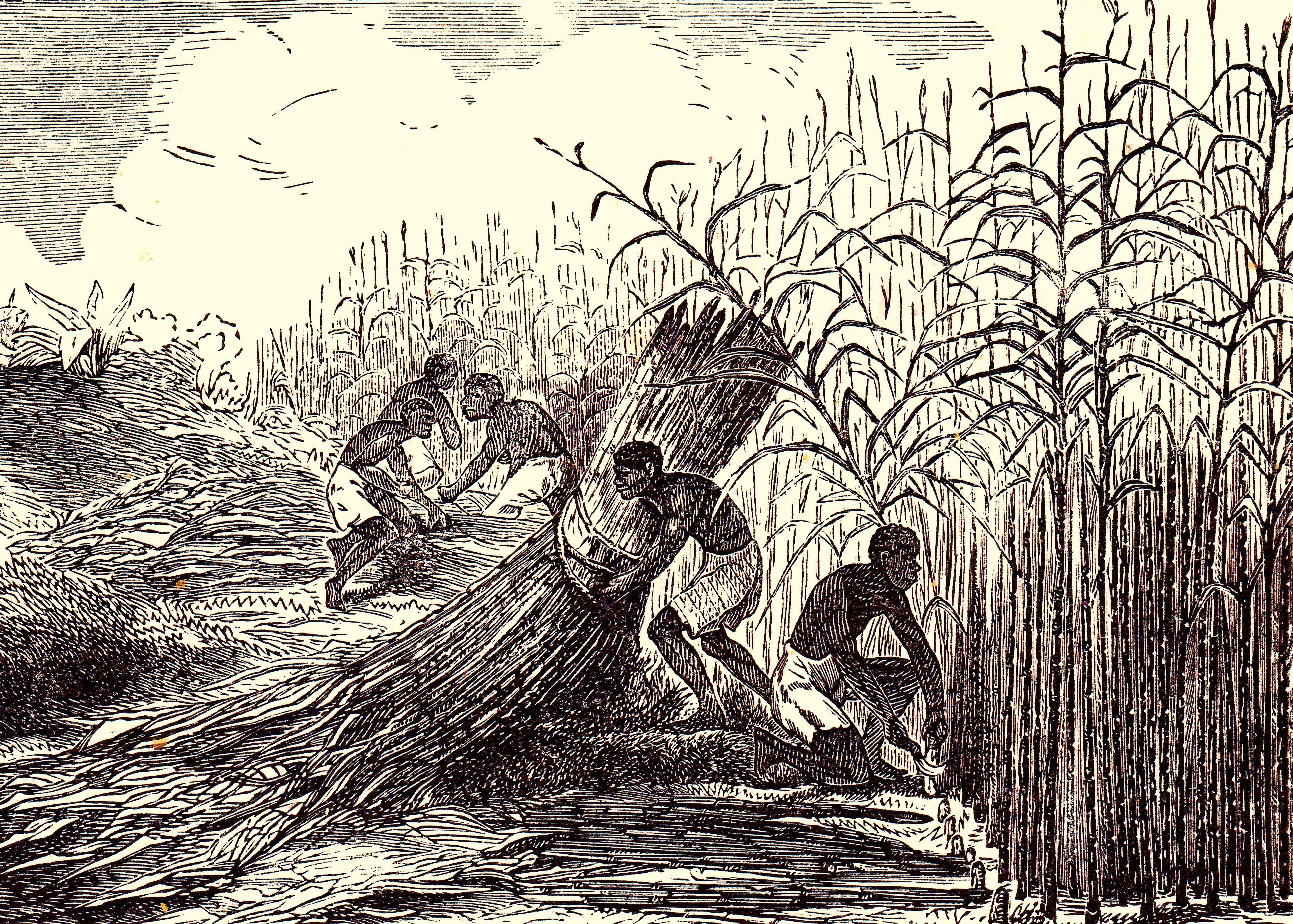
Suikerrietoogst

Cannewapibo was een suikerrietplantage in Suriname in het district Commewijne. Het was een van de oudste plantages en kwam al voor op de kaart van de Labadisten uit 1686. De plantage lag tussen Siparipabo en Ostage.

## Geschiedenis
De plantage van 2000 akkers werd waarschijnlijk aangelegd door Cornelis Snelleman. De plantage had in het Sranantongo dan ook de naam “Snijman”. Na zijn overlijden in 1692 kwam de plantage in het bezit van zijn erfgenamen. De volgende eigenaar waar meer over bekend is, was Willem Charles Hendrik Reijnsdorp. Deze was al in het bezit van plantage Reijnsfort aan de Warappakreek. Omdat deze een veel te hoge hypotheek op zijn plantages had afgesloten raakte hij in de financiële problemen en moest hij de plantage verkopen. In 1768 werd de plantage dan ook te koop aangeboden.
In 1793 was Unico Wilkens, afkomstig uit Bellingwolde de volgende eigenaar. Hij bezat reeds de plantages Onverwagt in Wanica, Scheveningen aan de Wayamoekreek en Wilkensrust aan de Motkreek. Het geld voor deze plantages had hij verdiend in zijn functie als de eerste exploiteur (deurwaarder) van Suriname. Na het overlijden van Unico in 1793 op de plantage Wayamoe kwam Cannewapibo in bezit van zijn erfgenamen. Zijn zoon Unico Hendrik trouwde met Agatha Margaretha Berkhoff en kwam door dat huwelijk in bezit van plantage Rijnberk. Hij werd ook eigenaar van de plantage Lustrijk.
In 1823 was de familie eigenaar van zes plantages en werd de administratie over 22 andere plantages gevoerd, vaak voor de in Nederland wonende eigenaren van wie zij een percentage van de omzet ontvingen. In 1827 werd het bezit uitgebreid met IJvershoop, de buurplantage van Scheveningen. Het bedrijf werd geleid door de firma U. Wilkens & Co. te Amsterdam.
Bij de emancipatie in 1863 werd er nog steeds suiker geproduceerd. Er werden 244 slaven vrijgelaten. Waarschijnlijk werd de plantage spoedig daarna verlaten. De plantage werd in 1883 te koop aangeboden. Het was de laatste plantage die nog in het bezit van de familie was. De andere plantages waren al eerder verkocht en de slaven waren overgebracht naar Cannewapibo.
In 1902 werd er nog balata gewonnen op de plantage.
A la bonne heure · Anna's Zorg · Akkerboom · Alliance · Alkmaar · Andresa · Auka · Andreesgift · Bantaskine · Barbados · Batavia · Beekenhorst · Belladrum · Bellevue · Belwaarde · Beninenburg · Berg en Dal · Bergen op Zoom · Berlijn (Commewijne) · Berlijn (Para) · Bethlehem · Boksweide · Boston · Botany Bay · Boxel · Bronswijk · Brouwerslust · Bruinendaal · Bucklebury · Buitenrust · Burnside · Cadrosspark · Caledonia · Campenburg · Cannewapibo · Catharina Sophia · Clevia  · Cliffort-Kokshoven · Clyde · Concordia · Concordia en een Kwart Lot · Courcabo · De Dageraad · De Goede Vriendschap · De Resolutie · De Vier Hendrikken · Diamond · Dijkveld · Domburg · Dordrecht · Eendragt · Elisabeth's Hoop · Ellen · L'Espérance (Nickerierivier) · L'Espérance (Surinamerivier) · Esthersrust · Fairfield · Fortuin · Flora · Florentia · Frederiksburg · Frederiksdorp · Frederikslust · Geertruidenberg · Geyersvlijt · Glensander · Gloria · Groot Chatillon · Groot Marseille · Guadeloupe · Hague · Hamburg · Hamilton · Hamptoncourt · Hannover · Hazard · Hebron · Hecht en Sterk · Hooyland · Hope · Houttuin · Huntly · Huwelijkszorg · Inverness · Jagtlust · Jodensavanne · Johan & Margaretha · Johanna Catharina · Johanna Maria · Johannesburg · John · Katwijk · Kent · Kerkshoven · Killenstein · Klein Bellevue · Kleinhoop · Krappahoek · Kroonenburg · Kwatta · La Jalousie · La Prosperité · La Rencontre · La Ressource (Saramacca) · La Ressource (Surinamerivier) · La Singularité · Laarwijk · Leasowes · Leliëndaal · Leonsberg · Livorno · Longmay · Lunenburg · Lust en Rust · Lustrijk · Maasstroom · Margarethenburg · Maria Petronella · Mariënbosch · Mariënburg · Margaretha's Gift · Mary's Hope · Meerzorg · Merveille · Moed en Kommer · Mon Bijou · Mon Souci · Mon Trésor · Monnikendam · Mopentibo · Morgenster · Moy · Nieuw Mocha · Nieuwzorg · Nieuwe Aanleg · De Nieuwe Grond · Nijd en Spijt · Novar · Nursery · Nut en Schadelijk · Onoribo · Onverwacht · Oranibo · Ornamibo · Overbrug · Overtoom 
· Oxford · Palestina · Paradise · Persévérance · Petersburg · Picardië · Peperpot · Pieterszorg · Plaisance · Poelwijk · Potosie · Purmerend · Reijnsdorp · Reijnsfort · Rijnberk · Roosenburg · Rorac · Rust en Werk · Rustenburg · Saltzhalen · Sans Souci · Saphir · Sarah · Sardam · Schaapstede · Schoonoord · Sinabo en Gelre · Sint Barbara · Sint Eustatius · Slootwijk · Sorgvliet · Spieringshoek · Standvastigheid · Suidwijn · Suzanna's Daal · Toevlugt (Surinamerivier) · Tout Lui Faut · Toledo · Totness · Tyronne · 't Vertrouwen · Victoria · Vierkinderen · Visserszorg · Voorburg · Voorzorg (Saramacca) · Vossenburg · Vredenburg · Vriendsbeleid en Ouderzorg · Vreeland · Waltonhall · Waldijk · Waterloo · Wederzorg · Welbedacht · Welgelegen (Commewijne) · Welgelegen (Coronie) · Welgevallen · Weltevreden · Wolffs Capoerica · Wolfenbüttel · 't Ylant · Zoelen · Zorg en Hoop (hout) · Zorg en Hoop (indigo) · Zorg en Hoop (katoen) · Zorg en Hoop (suiker)